# Fotokomórka gazowana
Fotokomórka gazowana, fotodioda gazowana światłoczuła lampa elektronowa zbliżona pod względem konstrukcji i zasady działania do fotokomórki próżniowej, główna różnica polega na wypełnieniu bańki gazem (na ogół argonem) pod niewielkim – mniejszym od 1 Tr (tora) ciśnieniem. Fotodioda gazowana ma również postać bańki szklanej, z dwiema elektrodami – światłoczułą katodą oraz anodą.
Dzięki zewnętrznemu zjawisku fotoelektrycznemu światło padające na katodę wybija z niej elektrony, które przyciągane przez dodatnio spolaryzowaną anodę zaczynają się poruszać w jej kierunku. Elektrony zderzają się z atomami gazu, i jeśli mają odpowiednio dużą prędkość (zależną od napięcia anodowego) jonizują je. W wyniku jonizacji powstają następne swobodne elektrony, które mogą jonizować kolejne atomy – następuje lawinowe zwiększenie ilości elektronów. Dzięki temu zjawisku następuje wzmocnienie prądu, nawet dwudziestokrotne. Ze względu na fakt, iż prędkość elektronów, a co za tym idzie zdolność jonizacji zależy od napięcia anodowego, to prąd anody lampy jest zależny od napięcia zasilania w sposób nieliniowy.
Napięcie anodowe nie może być zbyt wysokie, gdyż nastąpi wyładowanie jarzeniowe w gazie, również prąd płynący przez lampę nie może osiągnąć zbyt dużej wartości, gdyż to również może wywołać zapłon lampy.
W porównaniu z fotodiodami próżniowymi fotodiody gazowane charakteryzują się większą czułością – do 100 µA/lm (mikroamperów na lumen). Mają też jednak wady – są wolne ze względu na czas konieczny na jonizację i (przede wszystkim) dejonizację gazu (praktycznie częstotliwość ich pracy ograniczona jest do kilku kHz). Mają również większe szumy i większy prąd ciemny co ogranicza ich dynamikę w porównaniu z fotodiodami próżniowymi oraz wykazują wyraźną nieliniowość.